# Śmierć Narcyza
Śmierć Narcyza, też Narcyz i nimfa Echo (fr. Écho et Narcisse) – obraz olejny francuskiego malarza Nicolasa Poussina powstały przed 1630 rokiem.
Obraz należy do pierwszych dzieł francuskiego malarza. W jego kompozycji można znaleźć wpływy malarstwa weneckiego oraz stylu Tycjana, głównie w doborze kolorów. Temat został zaczerpnięty z Metamorfoz Owidiusza. Opowiada o ostatnich chwilach życia Narcyza.

## Opis i interpretacja
Według przepowiedni Narcyz miał żyć dopóki nie pozna samego siebie. Pewnego razu ujrzał swoje odbicie w źródle i natychmiast zakochał się w nim. Z miłości nie mógł jeść ani pić, chudł, a jego piękne ciało traciło urodę. Nieodwzajemniona miłość do własnego odbicia doprowadziła go do śmierci. Przy jego głowie wyrosły kwiaty nazwane jego imieniem.

Narcyz odrzucił zaloty nimfy Echo, która była w nim zakochana: 

Wzgardzona, kryje się w lesie, twarz wstydem płonie, spłoniona chowa wśród liści, odtąd mieszka tylko w ustronnych jaskiniach. Lecz miłość nie wygasła, rośnie ze zranionej dumy. Od czujnych trosk wychudła do samej skóry aż ciało rozpływa się w powietrzu. Głos tylko i kosteczki zostały, głos pozostał – kości zmieniły się w skałki. (Owidiusz, Metamorfozy 3, 393-401)

 Poussin wiernie odtworzył słowa Owidiusza. Ukazał Narcyza leżącego na brzegu strumienia. Jego ciało jest blade co ma nawiązywać do słów poety: Utracił cerę śnieżną i rumianą, znikły siły i piękność. Powyżej na skale leży i przygląda mu się nimfa. Namalowanie Echo było dużym wyzwaniem, gdyż nie miała ciała i istniała jedynie jako głos. Poussin nadał jej rysy kobiety, choć jej sylwetka jest rozmyta, a ziemista cera zlewa się z barwą skał na których spoczywa. Pomiędzy nimi znajduje się mały putto, niewystępujący w opowieści Owidiusza, trzymający w ręku zapaloną pochodnię, nawiązujący do śmierci Narcyza oraz do żaru miłosnego, który doprowadził do śmierci obojga. Tragiczny los Narcyza był karą bogini zemsty za obojętność wobec uczuć innych.
Scena rozgrywa się na tle idyllicznego pejzażu naszkicowanego delikatnymi pociągnięciami pędzla, z drobnymi plamami różu i mglistej zieleni.